# HMS Kent (1901)
HMS Kent — британский броненосный крейсер одноимённого типа. Заложен 6 февраля 1900 года на верфи Портсмута. Спущен на воду 6 марта 1901 года. Введён в строй 1 октября 1903 года. Участвовал в Первой мировой войне.

## Конструкция

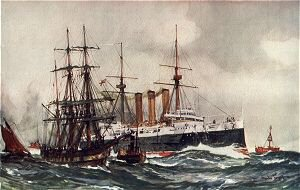
«Кент»

### Силовая установка
Две паровые машины тройного расширения, 31 котёл Бельвиля. Запас угля 1600 тонн.

### Бронирование
Крупповская броня. Главный броневой пояс длиной 73 м имел толщину 102 мм, сзади замыкался броневым траверзом толщиной 127 мм. В носовой части был броневой пояс, толщиной 51 мм. Броневая палуба имела толщину 19…25 мм, а от кормового траверза в корму она представляла карапас и её толщина составляла 51 мм. Толщина брони башен составляла 127 мм, толщина брони казематов была от 102 до 51 мм, боевой рубки — 254 мм.

### Вооружение
152 мм пушки Mk VII располагалась в двухорудийных башнях и казематах. Вес бортового залпа: 408 кг.

## Служба
«Кент», названный в честь одноимённого английского графства, был заложен в Портсмутской королевской верфи 12 февраля 1900 года, спущен на воду 6 марта 1901 года в Портсмуте. Он вошёл в строй 1 октября 1903 года и первоначально был направлен в резерв. 15 марта 1905 года он сел на мель в Ферт-оф-Форте. Корабль был направлен на Китайскую станцию с 1906 по 1913 год и вернулся в Портсмутскую верфь для ремонта в сентябре 1913 года.
Во время Первой мировой войны участвовал в Фолклендском бое. Где потопил бронепалубный крейсер «Нюрнберг».

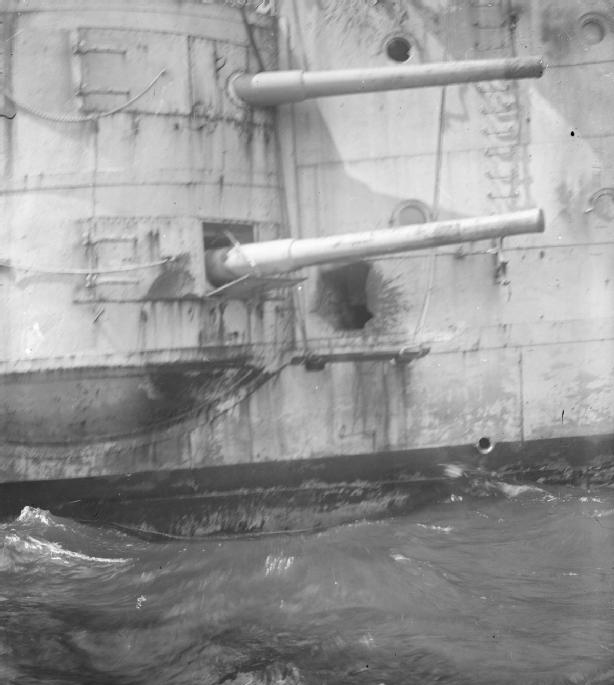
Повреждения броненосного крейсера «Кент», полученные во время Фолклендского сражения

В процессе погони за «Нюрнбергом» «Кент» выжимал из своих машин всё, что мог. Достигнув по показаниям приборов мощности на 5000 л. с. — больше, чем на испытаниях, — он должен был идти на скорости 24—25 узлов. Чтобы держать давление пара, к работе в котельных отделениях были привлечены дополнительные люди, и пришлось сжечь в топках даже содранное дерево. В 17:00 «Кент» открыл огонь по «Нюрнбергу», но его залпы ложились недолётами.
К 19:00 флаг был спущен, и «Кент» прекратил огонь, спустив две уцелевших шлюпки. «Нюрнберг» в 19:30 лёг на правый борт, перевернулся и затонул. Поиски утопающих продолжалось до 21:00, но спасти удалось не всех. Во время боя на «Кенте» была повреждена радиорубка, поэтому он не смог доложить о результатах боя по радио. Стэрди узнал о судьбе «Кента» только на следующий день, когда он в 15:30 бросил якорь в Порт-Стэнли.
С «Нюрнберга» было подобрано 12 человек, но только 7 из них выжили. «Кент» израсходовал 646 снарядов. В него попало 38 снарядов, убив четырёх и ранив 12 человек, «Кент» получил самые тяжёлые среди британских кораблей повреждения.
«Кент» был продан за металл в 1920 году.